# 馬赫迪耶省
馬赫迪耶省 （阿拉伯语：‎）是突尼西亞東部的一個省，臨地中海。面積2,966平方公里，2004年人口377,853人。 首府馬赫迪耶。下分十一縣。